# Knetzgau
Knetzgau település Németországban, azon belül Bajorországban. Lakosainak száma 6680 fő (2023. december 31.).

## Népesség
A település népessége az elmúlt években az alábbi módon változott:
| Lakosok száma | 1279 | 2199 | 4825 | 6368 | 6414 | 6374 | 6426 | 6518 | 6497 | 6680 |
|               | 1875 | 1950 | 1975 | 2011 | 2013 | 2014 | 2016 | 2018 | 2021 | 2023 |